# Casa Museo de Vagif Mustafazade
La Casa-museo de Vagif Mustafazade (en azerí: Vaqif Mustafazadənin ev muzeyi) es un museo conmemorativo del pianista de jazz y compositor Vagif Mustafazade y fue establecido el 28 de julio de 1989. En el año 1994 fue una rama del Museo Estatal de Cultura Musical de Azerbaiyán. De 1989 a 1997 el director del museo era Zivar Agasaf qizi Aliyeva.
La casa museo consta de tres habitaciones que contienen 1214 artefactos incluyendo fotos, pósteres, discos de gramófono, documentos y las pertenencias personales de Vagif Mustafazade.
Actualmente, el museo está dirigido por el primo del músico, Afag Agha Rahim gizi Aliyeva. Ella es también  fundadora y presidenta de la Fundación Cultural en nombre de Vagif Mustafazade.